# Associatie van veldrus en gevlekte orchis
De associatie van veldrus en gevlekte orchis (Crepido-Juncetum acutiflori) is een associatie uit het verbond van biezenknoppen en pijpenstrootje (Junco-Molinion). De associatie omvat soortenrijke, natte hooilanden (maden) op schrale, zwak zure standplaatsen met veelal een laterale grondwaterbeweging.

## Naamgeving en codering
- Syntaxoncode voor Nederland (rVvN): r16Aa02
- BWK-karteringscode: hm
- Natura2000-habitattypecode (EU-code): H6410
- Corine biotope: 37.22 Prairies à Jonc acutiflore
- Eunis Habitat Types: E3.42 Juncus acutiflorus meadows

De wetenschappelijke naam Crepido-Juncetum acutiflori is afgeleid van de botanische namen van twee diagnostische soorten voor de associatie; dit zijn respectievelijk moerasstreepzaad (Crepis paludosa) en veldrus (Juncus acutiflorus).

## Fysiognomie
De associatie van veldrus en gevlekte orchis manifesteert zich in de formatie van een grasland. De kruidlaag is soortenrijk, tot maximaal 80 cm hoog, met overwegend grassen en grasachtige planten als veldrus. Bijkomend vinden we overblijvende kruiden met vooral moerasrolklaver en kale jonker.
De boom- en struiklaag zijn afwezig, en de moslaag is weinig opvallend en evenmin divers.

## Ecologie
Deze associatie van veldrus en gevlekte orchis komt vooral voor op natte, humeuze of venige zandgrond, vooral op plaatsen waar zwak tot sterk zuur grondwater lateraal beweegt. Meestal bevindt de standplaats zich op of nabij (engiszins) hellend terrein. Soms komt ze ook op echte veengrond voor. De standplaatsen staan in de winter meestal onder water.

## Vegetatiezonering
In de vegetatiezonering kan de associatie van veldrus en gevlekte orchis contactgemeenschappen vormen met een zeer hoog aantal, uiteenlopende syntaxa. Aan de natste zijde staat het vaak in contact met vegetatie uit de klasse van kleine zeggen. Aan de droge kant kan het in contact staan met grasland van de klasse van heischrale graslanden en schralere vormen van de kamgrasweide. Wanneer er kleine bronbeken grenzen aan de associatie, maakt het veelal contact met de bronkruid-associatie. Soms worden ook overgangen met het verbond van waternavel en stijve moerasweegbree aangetroffen.

## Verspreiding
Het verspreidingsgebied van de associatie van veldrus en gevlekte orchis strekt zich uit over West- en westelijk Centraal-Europa; de zwaartepunten liggen in de atlantische streken.
In Nederland is de associatie vrij zeldzaam en is min of meer beperkt tot het Zuidlimburgs district, subcentreuroop district, Kempens district, Gelders district, Drents district en laagveendistrict. Deze associatie komt vooral voor op de valleiflanken van pleistocene beekdalen, en de randen van natte heide- en laagveengebieden, waar het vrij algemeen is.
In Vlaanderen is ze vooral te vinden in de Centrale en Zuidelijke Kempen.

## Beheer

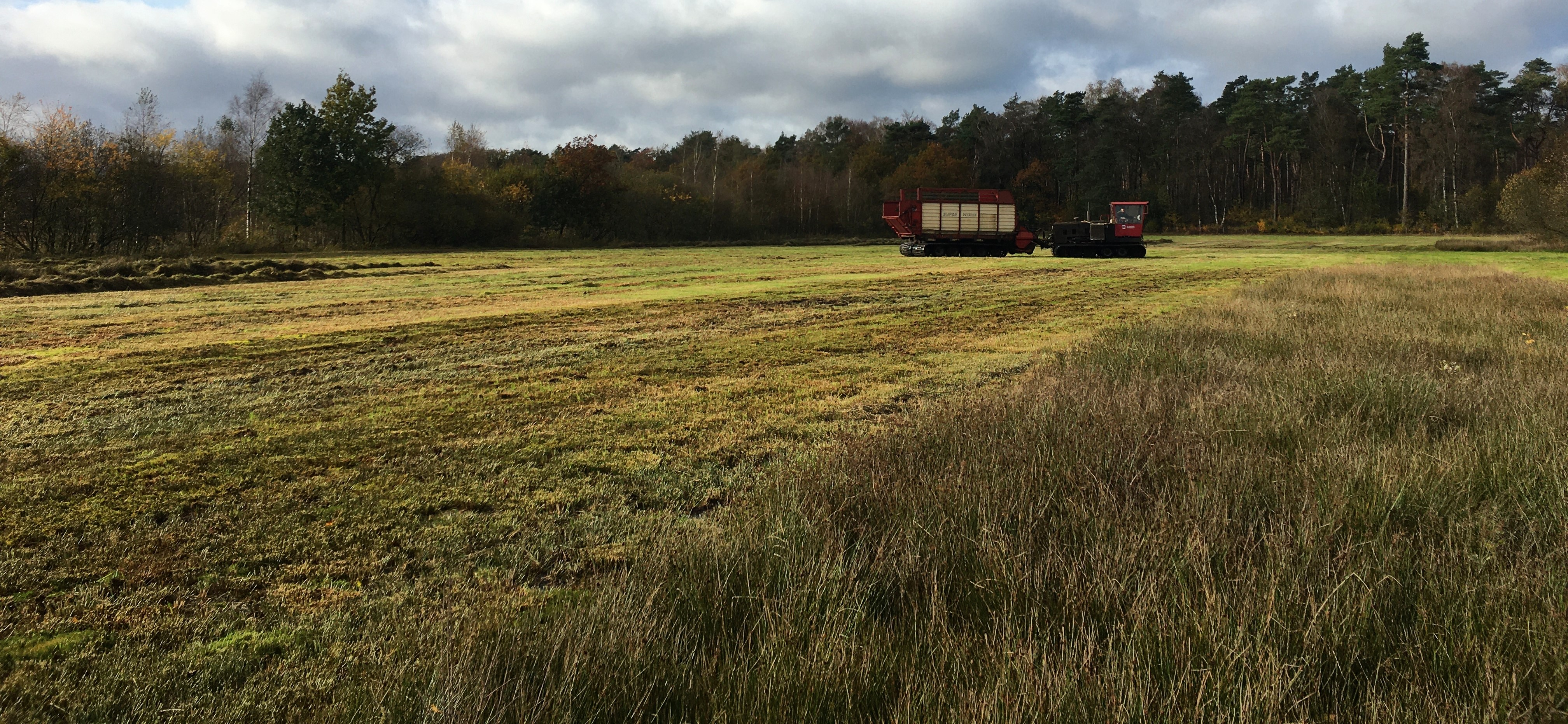
Maai- en afvoerbeheer van de associatie van veldrus en gevlekte orchis in de herfst.

Deze associatie wordt vooral bedreigd door verdroging en omzetting naar productieve graslanden en -weiden. Het op peil houden van het grondwater en vermijden van bemesting is cruciaal voor het behoud.
Deze graslanden worden in principe eenmaal per jaar gemaaid.

## Diagnostische taxa voor Nederland en Vlaanderen
Deze associatie van veldrus en gevlekte orchis is binnen het verbond het minst soortenrijk. De enige kensoort, klein glidkruid, is zowel in Nederland als in Vlaanderen zeldzaam en zelden bruikbaar. Veldrus komt praktisch altijd voor en is meestal dominant, maar kan niet als kensoort gebruikt worden omdat deze ook in andere vegetatietypes durft opduiken. Maar de combinatie dominante veldrus met de soorten van het bovenliggende verbond en orde, vooral moerasrolklaver, kale jonker, lidrus, echte koekoeksbloem, scherpe boterbloem en pinksterbloem, zijn wel bepalend.
In de onderstaande lijst staan de belangrijkste diagnostische plantentaxa van de associatie.
Kruidlaag
| Kentaxon | Diff.soort | Presentie | Nederlandse naam    | Botanische naam                   | Opmerking | Afbeelding |
| -------- | ---------- | --------- | ------------------- | --------------------------------- | --------- | ---------- |
| kA       | -          | < 10%     | klein glidkruid     | Scutellaria minor                 |           |            |
| kV       | -          | > 80%     | moerasrolklaver     | Lotus pedunculatus                |           |            |
| kV       | -          | > 50%     | echte koekoeksbloem | Silene flos-cuculi                |           |            |
| kV       | -          | > 30%     | grote ratelaar      | Rhinanthus angustifolius          |           |            |
| kV       | -          | > 30%     | tweerijige zegge    | Carex disticha                    |           |            |
| kV       | -          | < 10%     | brede orchis        | Dactylorhiza majalis              |           |            |
| kV       | -          | > 10%     | gewone dotterbloem  | Caltha palustris subsp. palustris |           |            |
| kO       | -          | > 80%     | kale jonker         | Cirsium palustre                  |           |            |
| kO       | -          | > 60%     | lidrus              | Equisetum palustre                |           |            |
| kO       | -          | > 40%     | gewone engelwortel  | Angelica sylvestris               |           |            |
| kO       | -          | > 40%     | biezenknoppen       | Juncus conglomeratus              |           |            |
| kO       | -          | > 30%     | wilde bertram       | Achillea ptarmica                 |           |            |
| kO       | -          | > 20%     | kleine valeriaan    | Valeriana dioica                  |           |            |
| kK       | -          | > 80%     | gestreepte witbol   | Holcus lanatus                    |           |            |
| kK       | -          | > 60%     | scherpe boterbloem  | Ranunculus acris                  |           |            |
| kK       | -          | > 60%     | pinksterbloem       | Cardamine pratensis               |           |            |
| kK       | -          | > 60%     | veldzuring          | Rumex acetosa                     |           |            |
| kK       | -          | > 40%     | gewone brunel       | Prunella vulgaris                 |           |            |
| kK       | -          | > 30%     | vogelwikke          | Vicia cracca                      |           |            |
| kK       | -          | > 20%     | knoopkruid          | Centaurea jacea                   |           |            |
| kK       | -          | > 20%     | gewone hoornbloem   | Cerastium fontanum subsp. vulgare |           |            |
| kK       | -          | > 10%     | rode klaver         | Trifolium pratense                |           |            |
| kK       | -          | > 10%     | beemdlangbloem      | Schedonorus pratensis             |           |            |
| kK       | -          | > 10%     | grasmuur            | Stellaria graminea                |           |            |
| -        | bg         | 100%      | veldrus             | Juncus acutiflorus                |           |            |
| -        | bg         |           | gewoon reukgras     | Anthoxanthum odoratum             |           |            |

Moslaag
| Kentaxon | Diff.soort | Presentie | Nederlandse naam | Botanische naam            | Opmerking | Afbeelding |
| -------- | ---------- | --------- | ---------------- | -------------------------- | --------- | ---------- |
| kO       | -          | > 20%     | boompjesmos      | Climacium dendroides       |           |            |
| kK       | -          | > 50%     | gewoon haakmos   | Rhytidiadelphus squarrosus |           |            |

## Fotogalerij

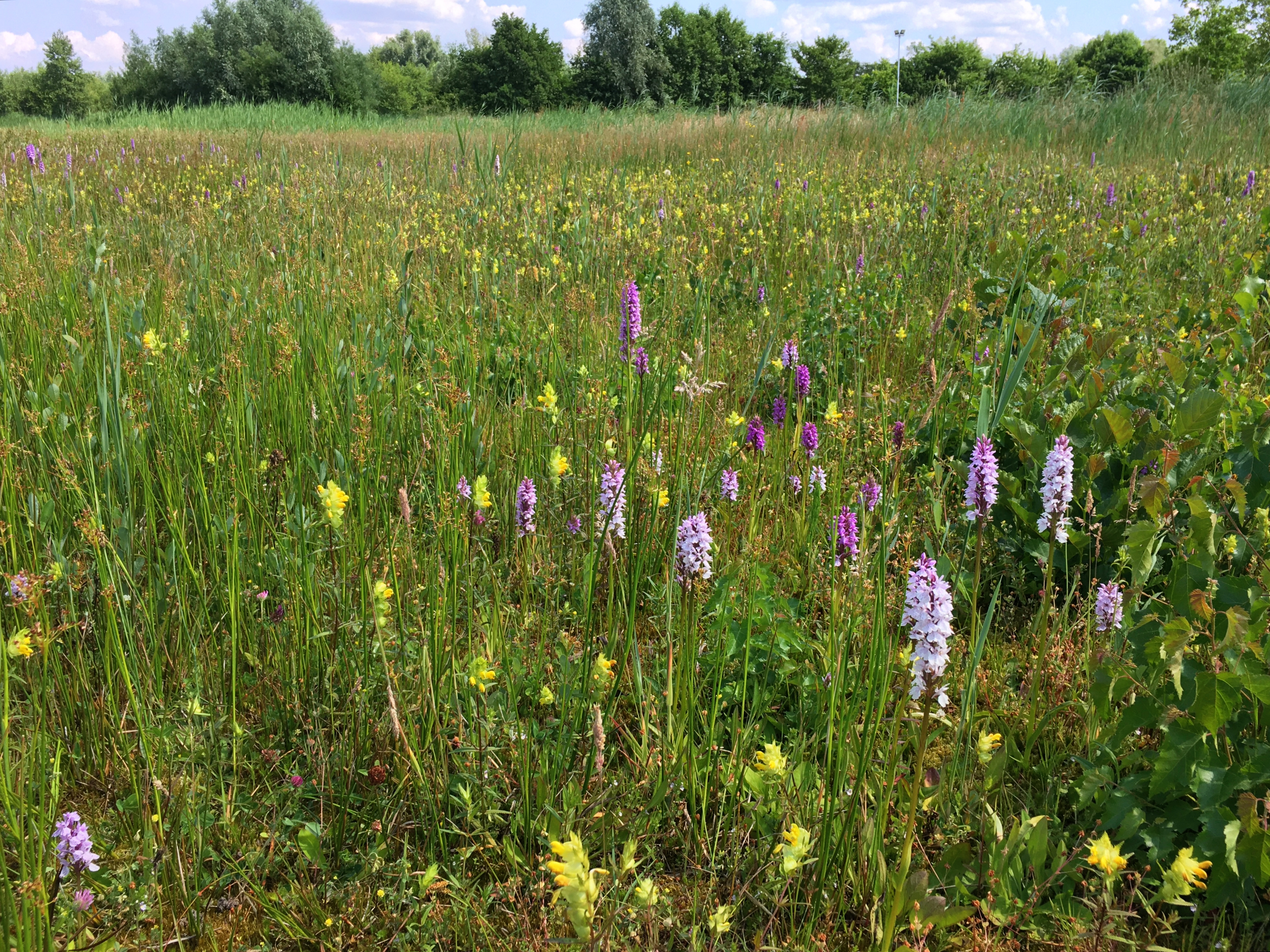
Een vroeg zomeraspect van de associatie
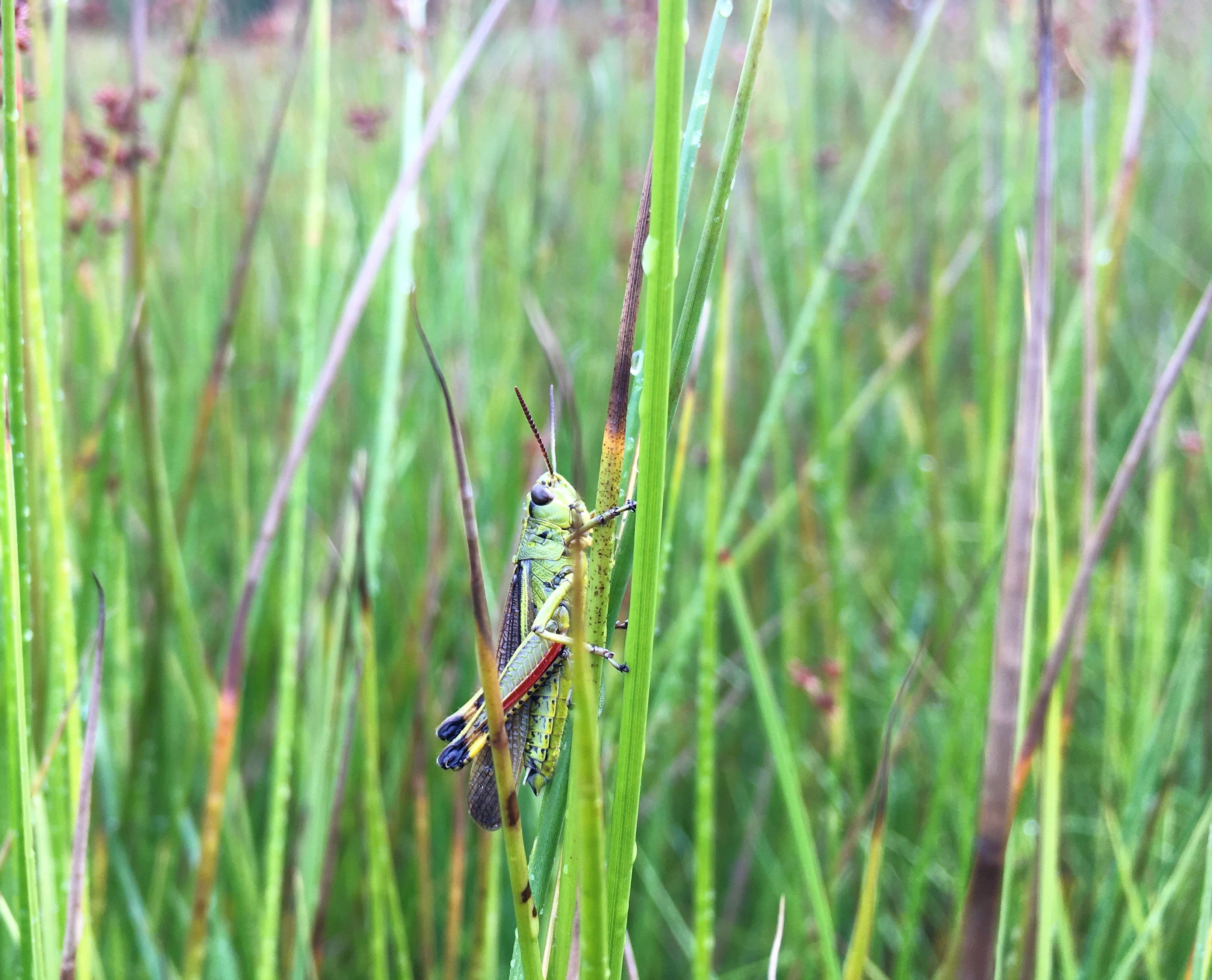
Een moerassprinkhaan in de associatie van veldrus en gevlekte orchis
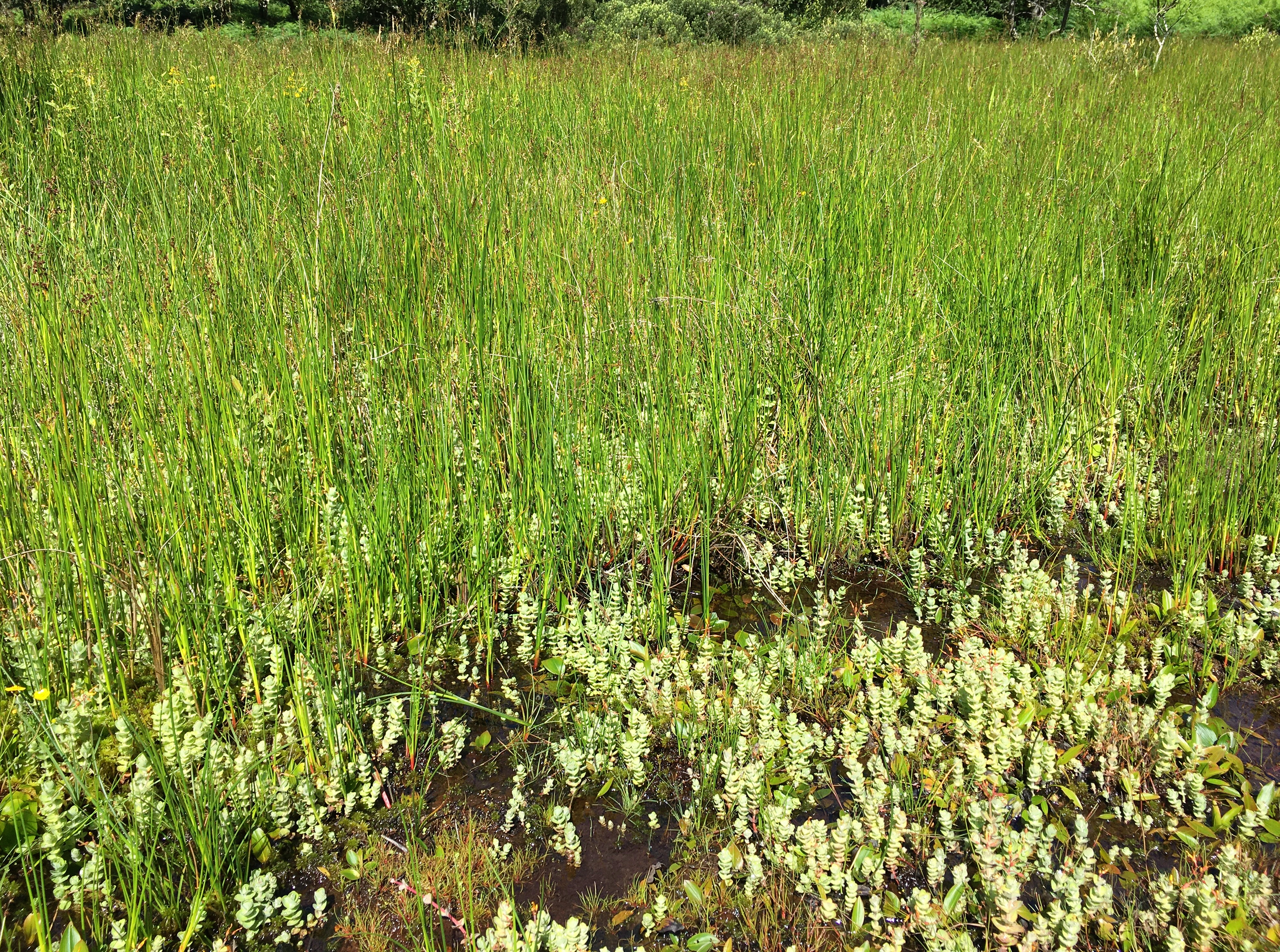
De associatie in contact met het verbond van waternavel en stijve moerasweegbree